# Основы XIX века
«Основы XIX века» (нем. Die Grundlagen des neunzehnten Jahrhunderts, 1899) — книга переехавшего в Германию английского расового теоретика Хьюстона Чемберлена, в которой он обосновывал свои представления о превосходстве «арийской расы», положительном влиянии тевтонцев и отрицательном влиянии евреев на европейскую цивилизацию. Была написана на немецком языке. До начала Второй мировой войны книга была очень популярна и переиздавалась 24 раза.
Часто рассматривается как один из самых важных протонацистских текстов.

## Содержание
Чемберлен не был ни историком, ни физическим антропологом. Основная идея книги заключалась в том, что Западная цивилизация складывалась под сильным воздействием тевтонских народов. Чемберлен полагал, что все европейские народы — не только германцы, но и кельты, славяне, греки и латины — относятся к «арийской расе», являющейся наследницей древней протоиндоевропейской культуры. Тевтоны же (или нордики) — по его мнению — стояли во главе этой расы, а, следовательно, и во главе всех других рас.

Некоторые антропологи с жаром учат нас, что все расы одарены талантами в равной степени. В ответ на это мы указываем на историю и говорим: «Это ложь!». Человеческие расы весьма различны как по своей природе, так и по степени своей одаренности, а германские расы относятся к наиболее одаренной группе, в отношении которой обычно используется термин «арийская»… Физически и умственно арийцы превосходят все народы, и по этой причине они по праву… являются владыками мира. Разве не очевидно, что «homo syriacus» равно хорошо и счастливо развивается как в положении раба, так и в положении господина? Разве не такой же пример показывают нам китайцы?

Согласно книге, тевтонские народы были преемниками греческой и Римской империй, и в это также верил Карл Великий и некоторые его наследники. Чемберлен утверждал, что когда германские племена разрушили Римскую империю, в ней уже доминировали евреи и другие неевропейцы. Таким образом — по мнению автора — германцы спасли Западную цивилизацию от семитского доминирования. Взгляды Чемберлена сформировались под влиянием работ Артюра де Гобино (1816—1882), в которых тот утверждал о превосходстве «арийской расы». Для Чемберлена такая концепция «арийской расы» определялась не только этно-лингвистическим происхождением последней. Эта концепция также являлась абстрактным идеалом расовой элиты. «Арийцы», или «благородная» раса, непрерывно изменялись по мере того, как в ходе эволюционной борьбы за существование высшие народы вытесняли народы низшие.
Базируясь, в определённой степени, на теориях Гобино и Жоржа де Лапужа (1854—1936), Чемберлен разработал достаточно сложную теорию взаимосвязи расового происхождения, физических признаков и типичных культурных черт. Согласно Чемберлену, современные евреи (Homo judaeica) сочетают некоторые признаки хеттов (H. syriaca), в частности — «еврейский нос», срезанный подбородок, большую хитрость и пристрастие к ростовщичеству — и настоящих семитов, то есть арабов-бедуинов (H. arabicus), в частности — долихоцефалию (узкий и вытянутый череп), плотное телосложение, а также антиинтеллектуальные и разрушительные тенденции.
По мнению Чемберлена, продукт такого смешения пострадал от слишком больших различий между исходными расами: «Все великие в историческом плане расы и нации были плодом смешения, однако, когда типологическая разница слишком велика и непреодолима, мы получаем полукровок [mongrels], что и имело место в этом случае. Произошедшее скрещивание бедуинов и сирийцев с анатомической точки зрения дало результат, вероятно, более худший, чем результат скрещивания испанцев и южноамериканских индейцев».
Североафриканских берберов Чемберлен также полагал принадлежащими к «арийской расе»: «Благородный испанский мавр ни в коем случае не является чистым арабом пустыни. Он наполовину бербер (арийской расы), и в нём так много готской крови, что даже в наши дни благородные жители Марокко могут проследить свою родословную до тевтонских предков».
Чемберлен (имевший высшее биологическое образование) отвергал дарвинизм, эволюцию, социал-дарвинизм и придавал большое значение «гештальту», производному (по словам самого Чемберлена) от концепций Гёте. Дарвинизм же Чемберлен расценивал как наиболее отвратительную и ошибочную доктрину современности.
Опираясь на содержащуюся в Библии информацию об этническом составе населения Галилеи, Чемберлен утверждал, что Иисус, даже если он и исповедовал иудейскую религию, вероятно, не был евреем по крови, а являлся потомком амореев.

## Популярность
Книга «Основания XIX века» пользовалась большим спросом — восемь переизданий и тираж в 60 000 экземпляров в первые десять лет; 100 000 экземпляров к началу Первой мировой войны; 24 переиздания и более четверти миллиона экземпляров к 1938 году.
Сделанный в 1911 году перевод книги на английский язык получил положительные отзывы в большей части британской прессы. Журнал The Spectator восхвалял книгу, как «монумент эрудиции»; по отзыву в газете Birmingham Post книга «сияла жизнью, была наполнена свежими и решительными мыслями»; Glasgow Herald писала, что «стимулирующие качества данной книги» трудно переоценить. Еженедельное литературное обозрение Times Literary Supplement объявило книгу «одной из тех [книг], которые действительно имеют значение». В издании левого толка Fabian News Бернард Шоу назвал книгу «историческим шедевром» и добавил, что те, кто её не прочел, не смогут разумно рассуждать о современных социологических и политических проблемах. В США Теодор Рузвельт был более сдержан и обратил внимание на крайнюю предубежденность автора (что, похоже, ускользнуло от внимания других читателей того времени), однако и он сказал, что Чемберлен «оказал воздействие, с которым необходимо считаться и воспринимать вполне серьезно».
Книгу счёл важной император Германии Вильгельм II, который стал другом Чемберлена и вёл с ним переписку. Расовые представления Чемберлена оказали большое влияние на Адольфа Гитлера, с готовностью включившего их в идеологию нацизма. Чемберлен был членом НСДАП, и когда он умирал, к нему приезжали попрощаться Гитлер и Йозеф Геббельс.

### В России
В 1906 году перевод пятой главы «Основ XIX века» — «Вхождение евреев в историю Запада» — был издан в Российской империи издательством А. С. Суворина в виде отдельного издания под названием «Евреи, их происхождение и причины их влияния в Европе». Книга получила большой успех у читателей и с 1906 по 1910 годы выдержала пять переизданий.
Лев Толстой, прочитав в октябре 1906 года этот перевод, отметил в дневнике: «Нехорошо, хотя много мыслей вызывает», а чуть позже отозвался о книге так: «Легкомысленная, будто бы историческое исследование, — не обосновано». В 1907 году он получил от Э. Р. Стамо первый том всей книги Чемберлена, которая ему понравилась: «…книга Чамберлена очень хороша. <…> Очень, очень благодарен вам за присылку ее. Его утверждение о том, что Христос не был по расе евреем, совершенно справедливое и неопровержимо им доказанное, составляет только маленькую часть его превосходно задуманной книги. На вопрос ваш о том, как относиться к евреям, не могу вам иначе ответить, как так, как нас учит относиться к людям братьям учение Христа. Чем более они нам кажутся неприятны, тем большее усилие должны мы делать для того, чтобы не только победить это недоброжелательство, но и вызвать в душе своей любовь к ним. Такое отношение к ним, как и ко всем неприятным нам людям, одно может дать успокоение и нашим душам и вместе с тем самым действительным способом противодействовать их кажущемуся нам вредному влиянию». В экземпляре, хранящемся в библиотеке в Ясной Поляне, имеются пометы Толстого на многих страницах.
В 2014 году в севастопольском издательстве ДиВо русский перевод 5-й главы «Евреи, их происхождение и причины их влияния в Европе» был переиздан. В декабре 2018 года Советский районный суд города Брянска признал книгу Хьюстона Стюарта Чемберлена «Евреи, их происхождение и причины влияния в Европе» экстремистской, а в феврале 2019 года произведение было внесено в Федеральный список экстремистских материалов под номером 4852.

## Русские издания
- Чемберлен Хьюстон Стюарт. Основания XIX столетия. В 2 тт. — Русский Миръ, 2012. — 1167 стр.

### Евреи, их происхождение и причины их влияния в Европе (перевод пятой главы)
- Евреи, их происхождение и причины их влияния в Европе: Пер. с нем. / Гаустон Стюарт Чамберлен. — Санкт-Петербург: А. С. Суворин, 1906[11].
- Евреи, их происхождение и причины их влияния в Европе: Пер. с нем. / Гаустон Стюарт Чамберлен. — 2-е изд. — Санкт-Петербург: А. С. Суворин, 1907[12].
- Евреи, их происхождение и причины их влияния в Европе: Пер. с нем. / Гаустон Стюарт Чамберлен. — 3-е изд. — Санкт-Петербург: А. С. Суворин, 1907[13].
- Евреи, их происхождение и причины их влияния в Европе: Пер. с нем. / Гаустон Стюарт Чамберлен. — 4-е изд. — Санкт-Петербург: А. С. Суворин, 1907[14].
- Евреи, их происхождение и причины их влияния в Европе: Пер. с нем. / Гаустон Стюарт Чамберлен. — 5-е изд. — Санкт-Петербург: А. С. Суворин, 1910[15].
- Евреи, их происхождение и причины их влияния в Европе. / Гаустон Стюарт Чамберлен. — Севастополь: «ДиВо», 2014. — 252 с. ISBN 978-966-8504-08-2